# Papa Urban al V-lea
Papa Urban al V-lea (n. 1310, Le Pont-de-Montvert, Languedoc-Roussillon, Franța – d. 19 decembrie 1370, Avignon, Grand Avignon⁠(d), Franța), născut cu numele de William de Grimoard,  a fost papă al Romei din 1362 până la decesul său. A fost beatificat (declarat fericit).
1. ↑  Pope Urban V, Faceted Application of Subject Terminology, accesat în 9 octombrie 2017
2. ↑  Urban V., Ökumenisches Heiligenlexikon
3. ↑  Urbanus PP., opac.vatlib.it
4. ↑  „Papa Urban al V-lea”, Gemeinsame Normdatei, accesat în 14 octombrie 2015
5. ↑  Urbà V, Gran Enciclopèdia Catalana
6. ↑  BeWeB, accesat în 14 februarie 2021
7. ↑  Encyclopædia Britannica Online
8. ↑  „Papa Urban al V-lea”, Gemeinsame Normdatei, accesat în 24 iunie 2015
9. ↑  Catholic-Hierarchy.org, accesat în 13 octombrie 2020